# 舞阪宿

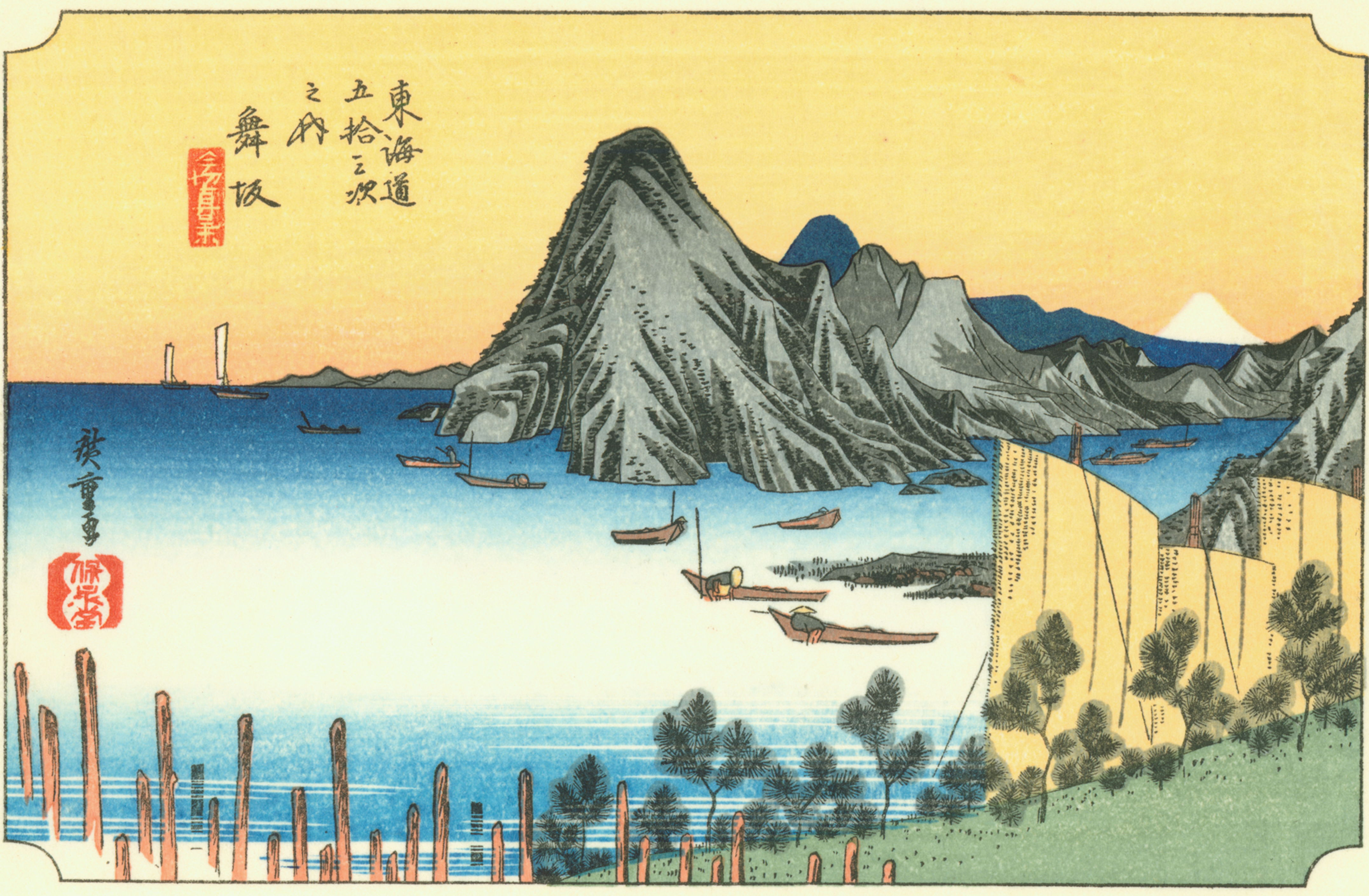
歌川広重『東海道五十三次・舞坂』

舞阪宿（まいさかしゅく、まいさかじゅく、正式名称：舞坂宿）は、東海道五十三次の江戸・日本橋から数えて30番目の宿場町で、旧国は遠江国にある。現在の静岡県浜松市中央区舞阪町に相当する。

## 概要
舞坂宿は東海道に設置され、浜名湖東岸の今切口に面した標高約3メートル（m）前後の低地に立地していた。、北に新川があり、西側に浜名湖（今切口）に面し、南に遠州灘（太平洋）がある。現在の静岡県浜松市西区舞阪町舞阪に相当する。尚、旧来江戸時代の地名は「舞坂」であったが、現在は「舞阪」である（以下、舞阪を舞坂と記述する）。

## 背景

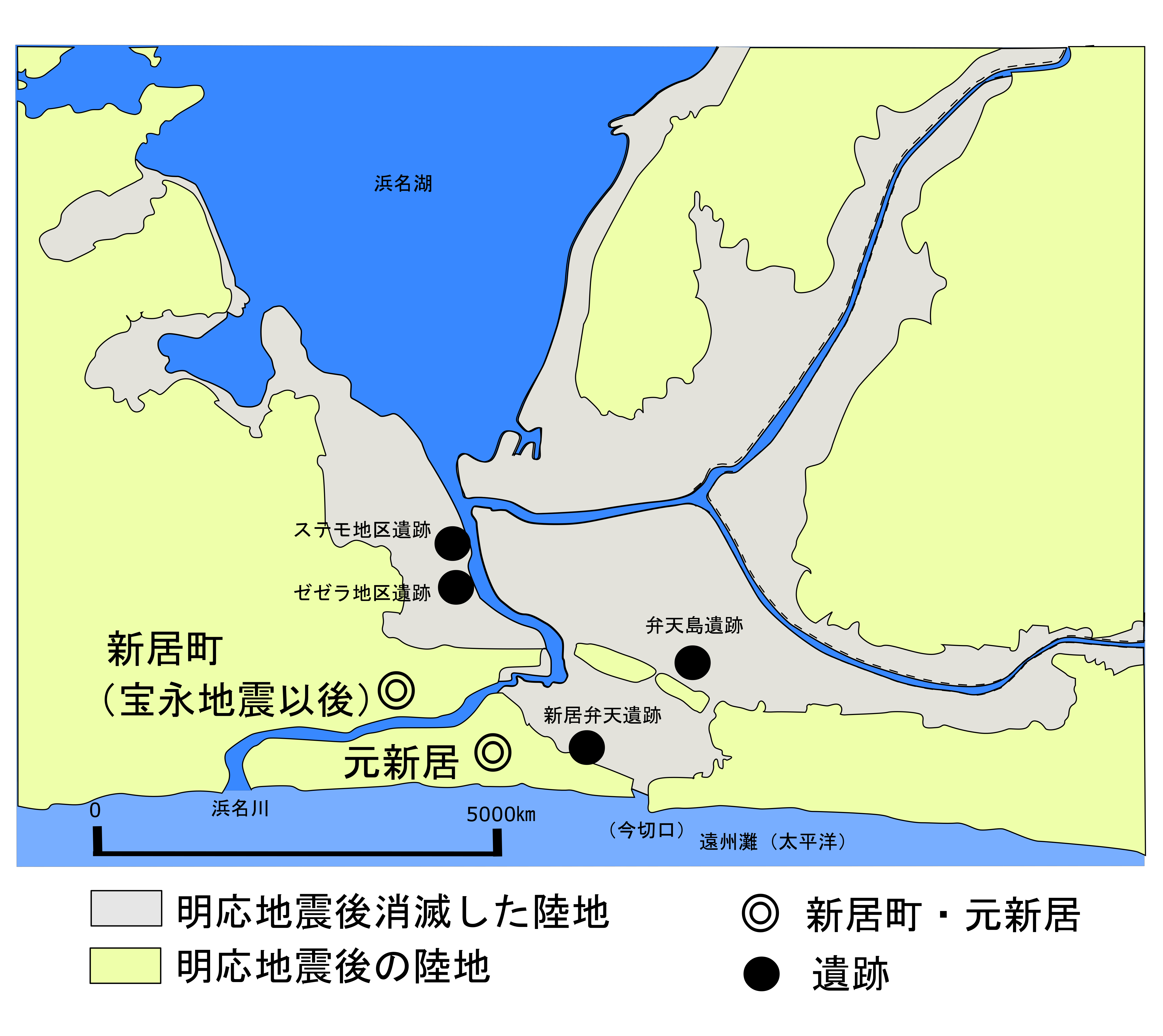
明応地震により消滅した浜名湖の陸地

中世、遠州灘では、明応8年（1498年）8月25日に明応地震が起こり、遠州灘沿岸は大津波に襲われた。浜名湖開口部は沈下し、今切口が決壊して海水が湖に流入し、塩水湖となった。
「明応7年8月の地震津波以前の湖口」の絵図によると舞坂と荒井（現新居）は陸続きで、舞坂は当時「前沢」と呼ばれていたという。

## 沿革

### 地震・津波の被害
遠州灘では中世から江戸時代に地震津波被害を受けており、舞坂でも津波の被害があった。
元禄12年(1699年)には高潮被害により舞坂宿の対岸にある新居関所が大破され、荒井宿では、約120軒が流出した。また、元禄14年（1701年）に津波のため対岸の関所は移転している。
宝永4年（1707年）に宝永地震が起こり、地震と津波のため被害を受けた。対岸の新居宿でも家屋855軒が浸水、倒壊し、渡船は大きな被害を受けた。津波被害により、今切口の復興と今切関所の流出と移転によって、舞坂宿と荒井宿を結ぶ航路であった今切の渡しの航路が延長した。延長により渡航が不便になったため、東海道の利用を避け本坂通に回避した。
宝永地震から1年以上経過した後も、東海道に利用者はもどらず復興もままならないことから、宝永6年3月（1709年）に舞阪宿を始め、浜松・新居・白須賀・二川・吉田の6宿は、公的旅行では東海道を利用するよう嘆願書が出された。10年後の享保2年（1717年）11月になり、本坂通の通行差留となった。
| 地震         | 年                 | 死者 | 家屋倒壊数               | 家屋倒壊数          | 推定震度 | 津波の波高 | 出典                  |
| 地震         | 年                 | 死者 | 倒壊数                   | 半壊その他          | 推定震度 | 津波の波高 | 出典                  |
| ------------ | ------------------ | ---- | ------------------------ | ------------------- | -------- | ---------- | --------------------- |
| 明応地震     | 明応7年（1498年）  |      |                          |                     |          | 6-8 m      |                       |
| 慶長地震     | 慶長10年（1605年） |      |                          |                     |          | 5-6 m      |                       |
| 宝永地震     | 宝永4年（1707年）  |      |                          |                     |          | 3-5 m      |                       |
| 安政東海地震 | 嘉永7年（1854年）  |      | 12，流失 8，土蔵23，寺 3 | 58，破損214，土蔵 9 | 6        | 5-9 m      | 飯田（1985）、p.171。 |

## 交通路・関所

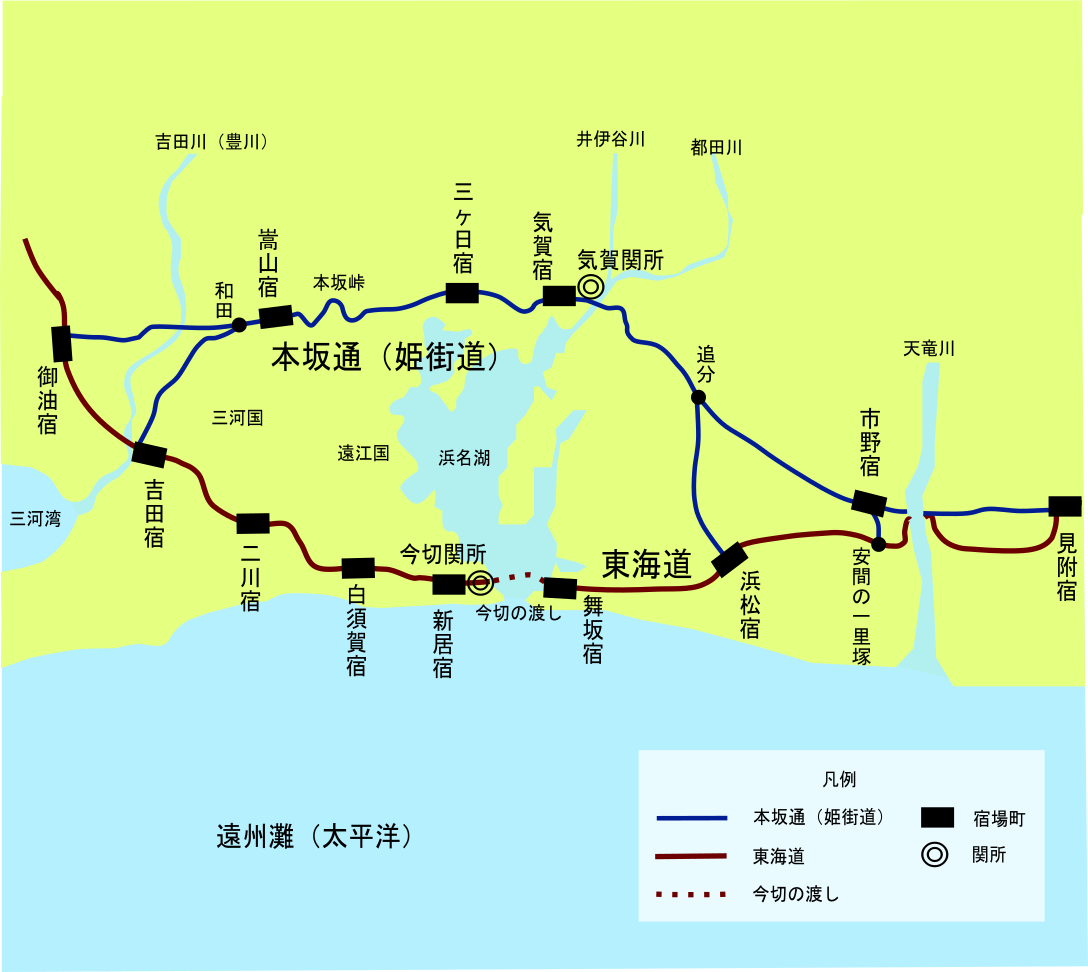
新居関所と浜名湖周辺の東海道

### 今切の渡しと船着き場
明応8年（1498年）8月25日に、明応地震が起こり、遠州灘沿岸は津波に襲われた。津波により浜名湖開口部が沈下し、今切口が決壊して、湖に海水が流入し、浜名湖は塩水湖となった。そのため、浜名湖の今切口を通過するため舞坂ー荒井間を結ぶ渡船である今切の渡しが置かれていた。
舞坂から対岸の荒井との間は約6キロメートル（km）離れていたが、宝永4年（1707年）の宝永地震の津波被害により今切口の復興と対岸の荒井にあった今切関所が西へ移転されたことによって、舞坂宿と荒井宿を結ぶ航路であった今切の渡しが27丁（2.9 km）から1里（約4 km）の延長となった。
舞坂宿には、浜名湖今切口の今切渡し船場があった。船着場には階段状の構造物である「雁木」があった。明暦3年（1657年）から寛文元年（1661年）にかけて構築されたという。船着場は、3区分され 「北雁木」が大名用、 「中（本）雁木」 が武家用、「南雁木（渡荷場）」が庶民用また荷物の積みおろしに使用されていた。舞坂では「雁木」を「がんぎ」とよまず、「がんげ」呼ばれていた。

### 今切関所
舞阪宿は浜名湖と遠州灘が「今切渡し」でつながる開口部にあった。こうした地形を自然の要害と考えた徳川家康は、慶長5年（西暦1600年）に対岸の新居の渡船場に今切関所（新居関所）を設置して、「入り鉄砲と出女」を水際で厳しく取り締まることにした。今切関所（新居関所）は東海道の通過だけでなく、今切港の検閲も兼ねていた。

## 名所・旧跡・接続道路等

### 名所・旧跡
「舞阪宿北雁木」・「西町常夜灯」・「舞阪宿脇本陣」・「仲町常夜灯」、「松並木」が残る。
「舞阪宿脇本陣」は、天保年間に設置された脇本陣「茗荷屋」で、現在は浜松市の保有。改築されていた主屋などを復元して公開。旧東海道では唯一の脇本陣の遺構である。「舞阪宿北雁木（がんげ）」は、雁木構造の船着場である。
その他、「見付石垣」、「本雁木跡」、「渡荷場（とうかば）跡」、「一里塚」がある。

### 隣の宿
東海道
浜松宿 - 舞阪宿 - （今切の渡し) -　今切関所（新居関所）　- 新居宿

最寄り駅
JR東海道本線 弁天島駅、舞阪駅

## 「舞阪宿」ギャラリー

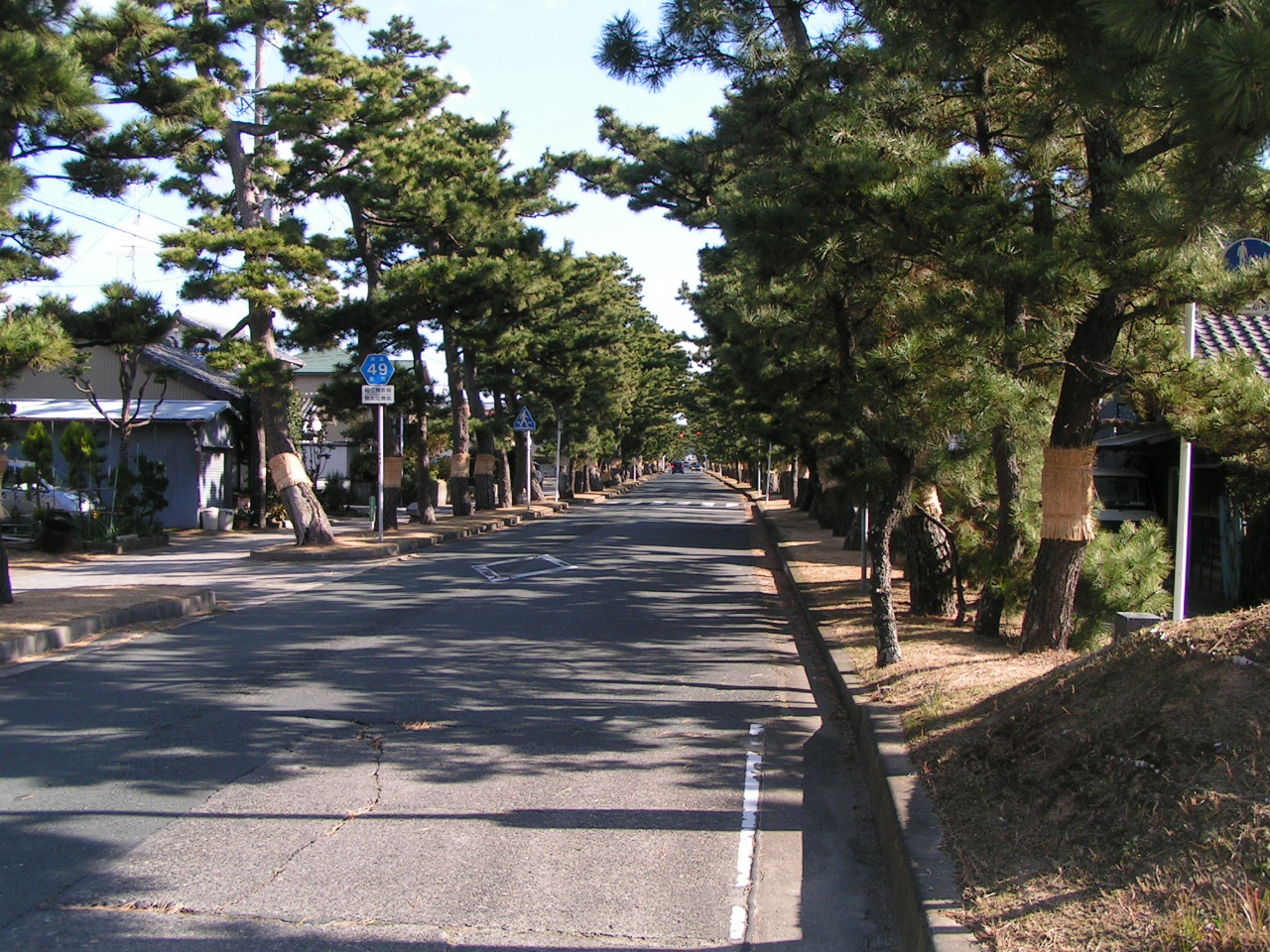
舞阪宿付近の松並木（2006年12月撮影）
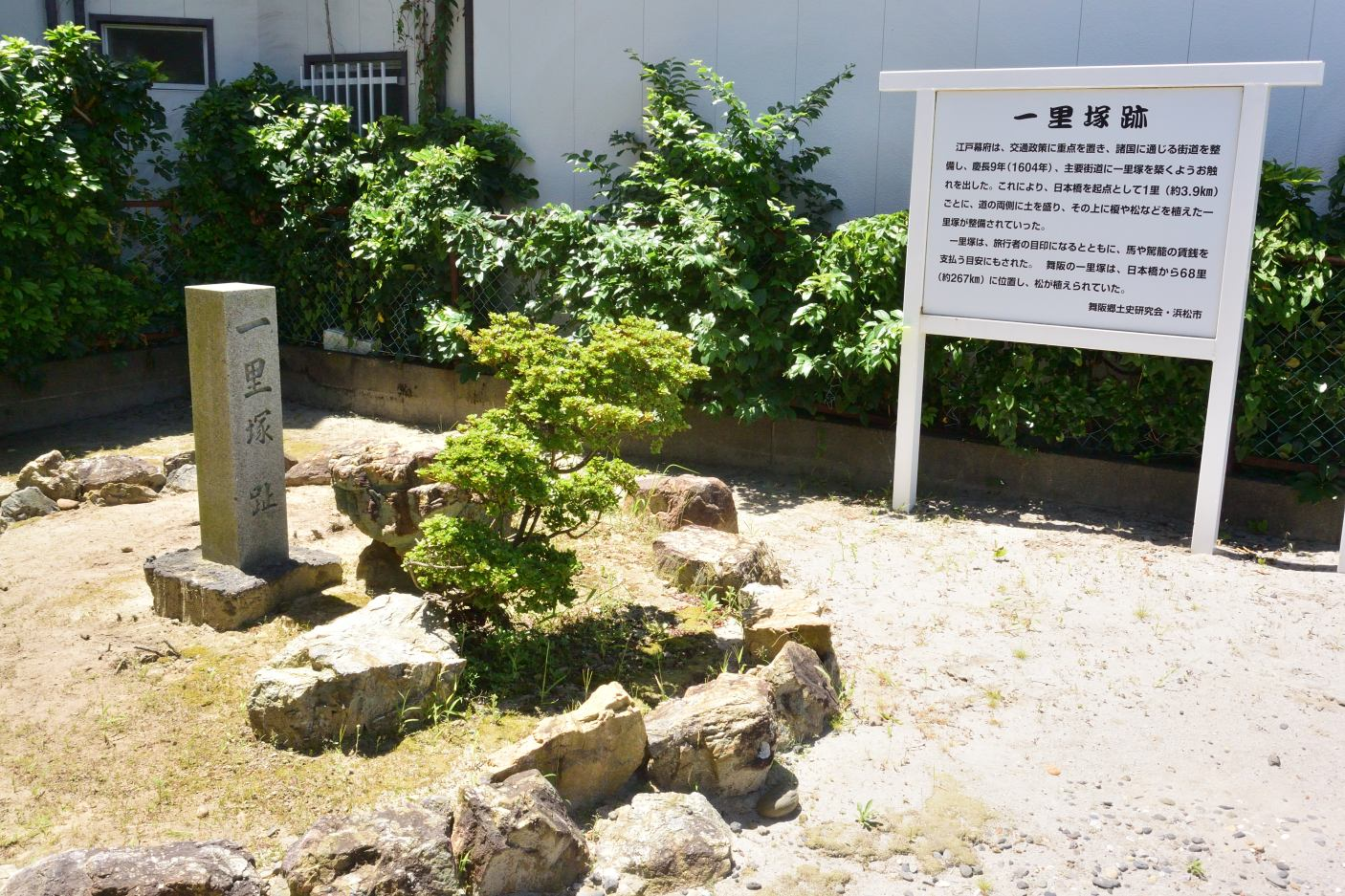
舞坂宿の一里塚跡 (2020年8月撮影)
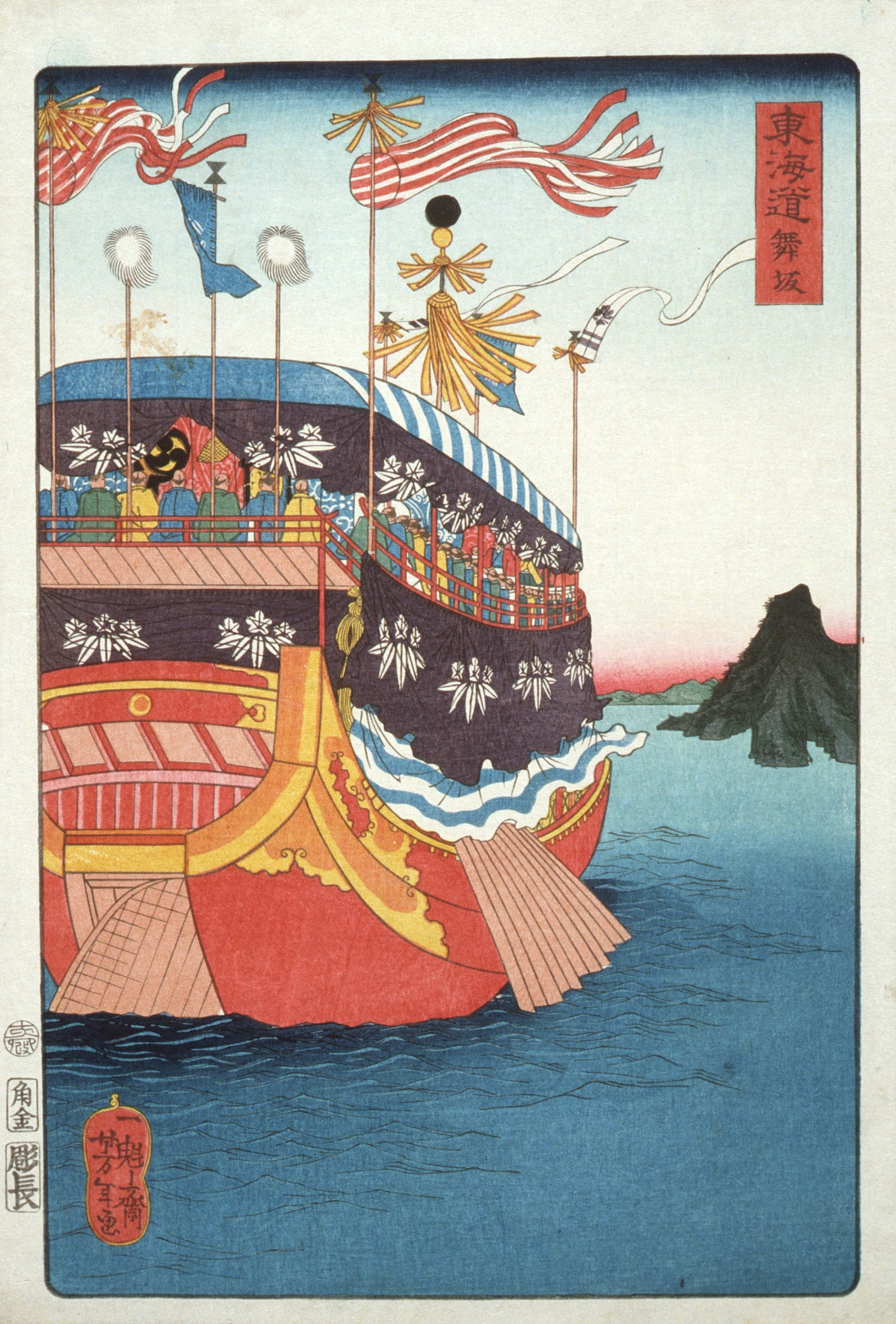
月岡芳年画：『東海道名所絵』より「東海道　舞坂」
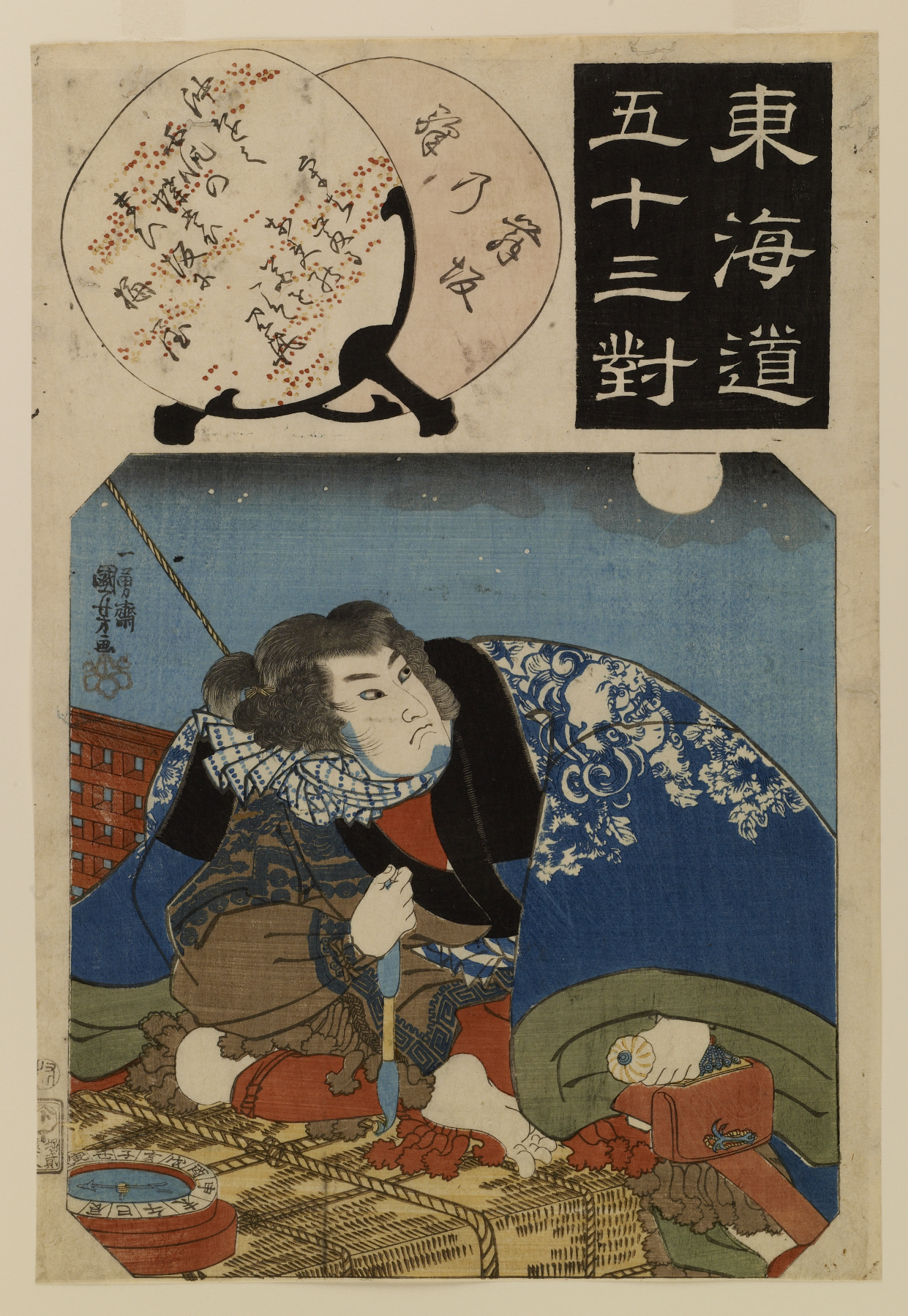
『東海道五十三對 舞坂の驛』
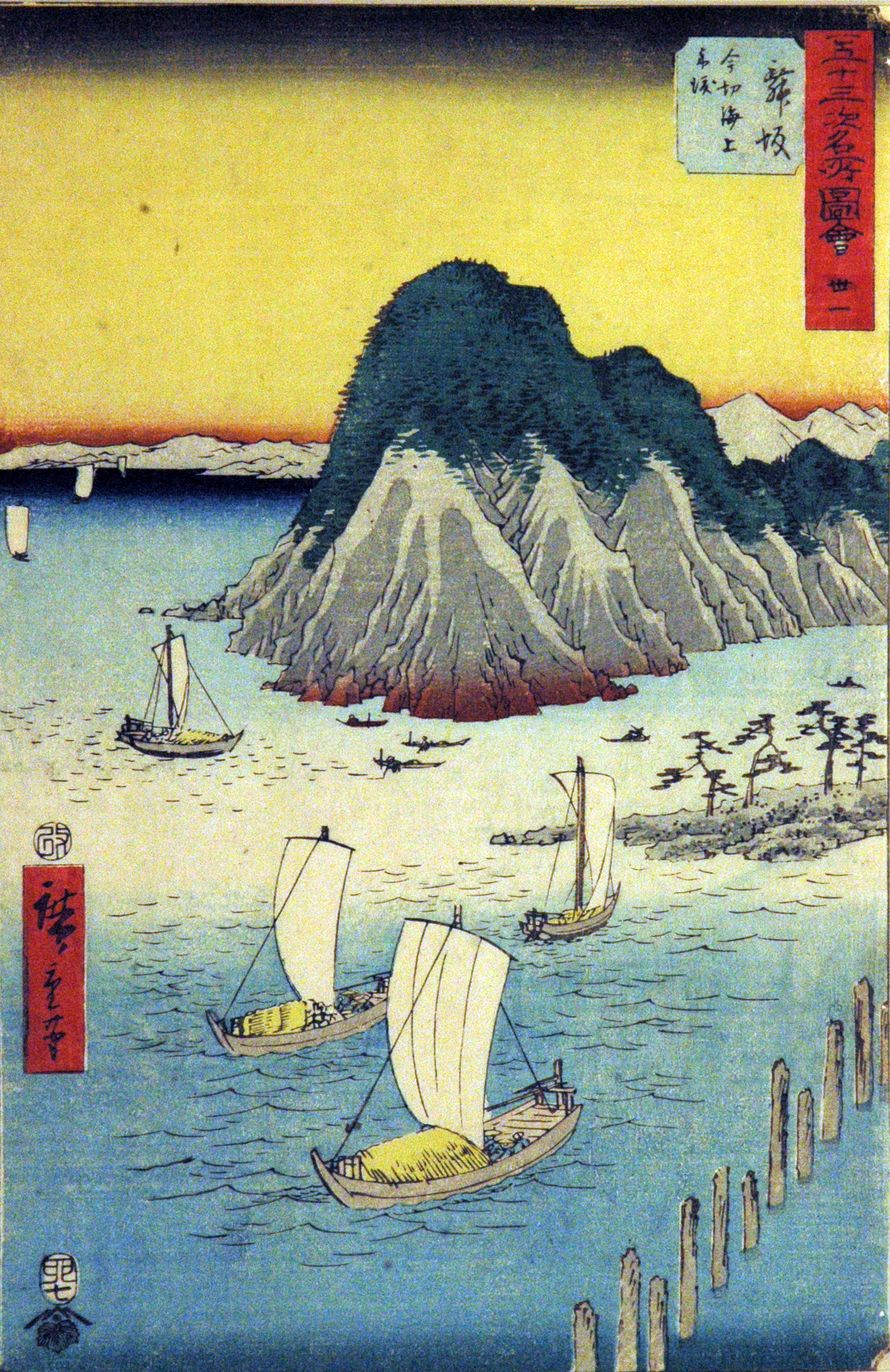
『五十三次名所図会　丗一　舞坂』、今切海上舟渡
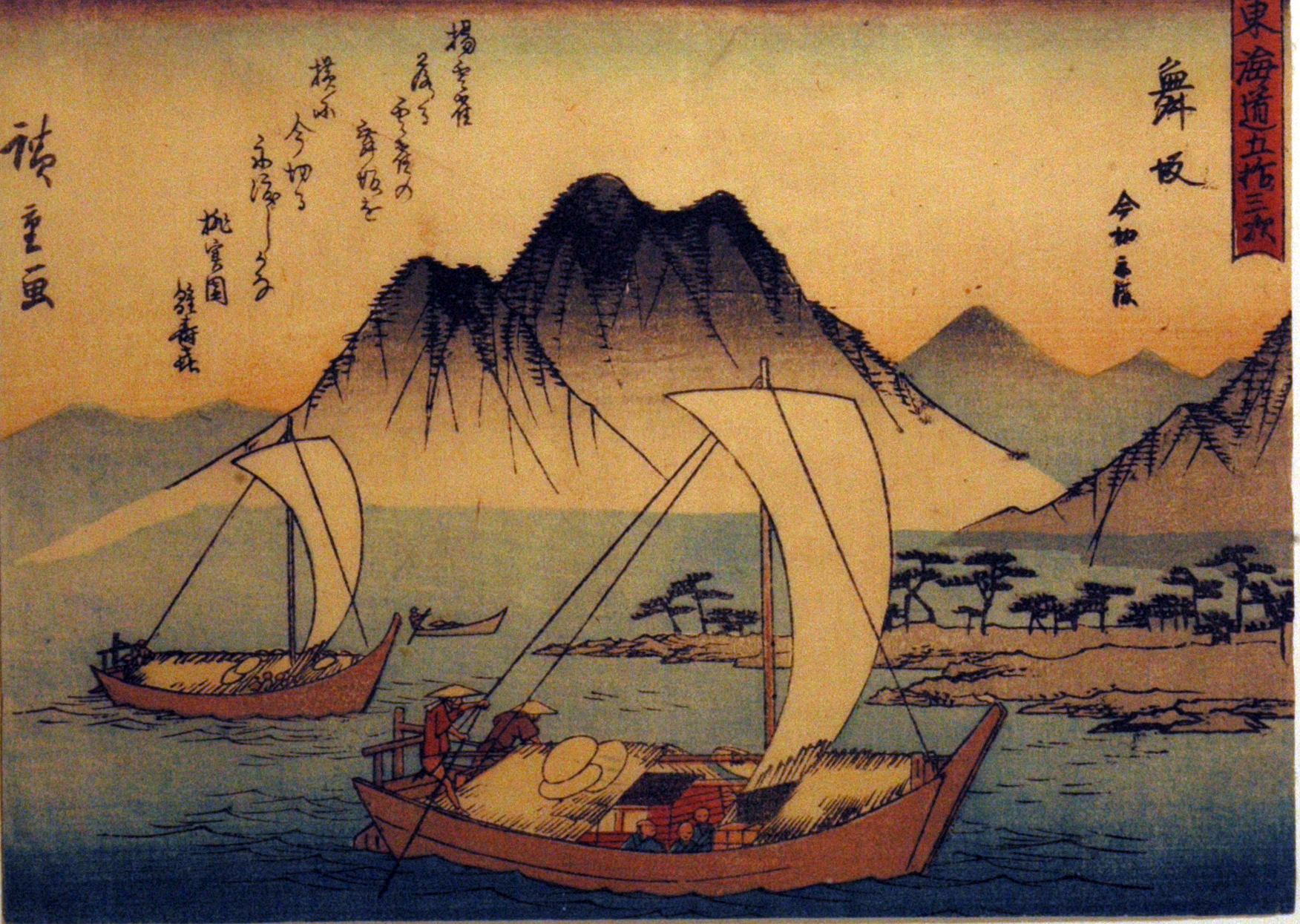
『東海道五十三次（狂歌入東海道）舞坂　今切船渡』
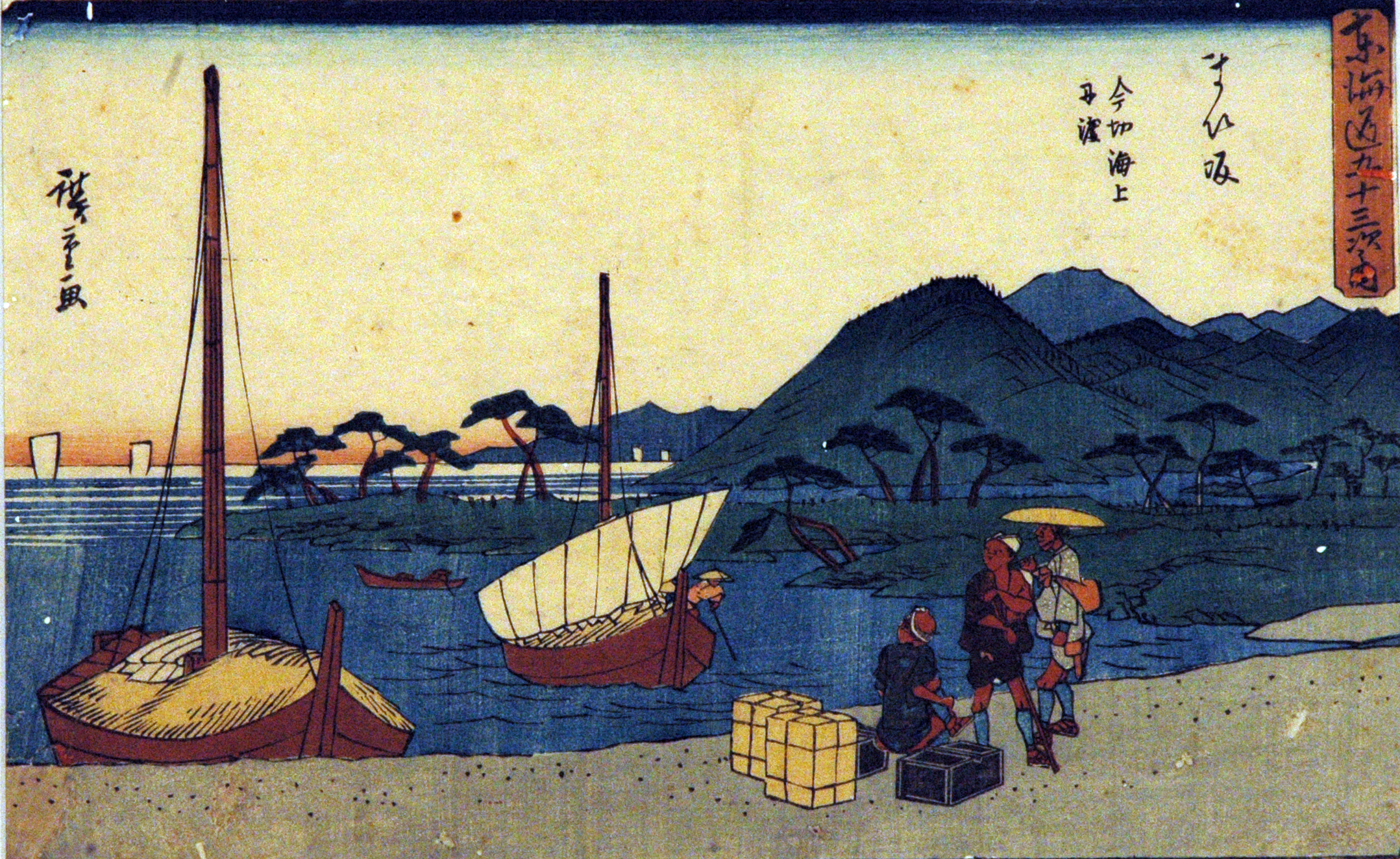
『東海道五十三次之内（行書東海道）、まい坂 今切 海上舟渡』
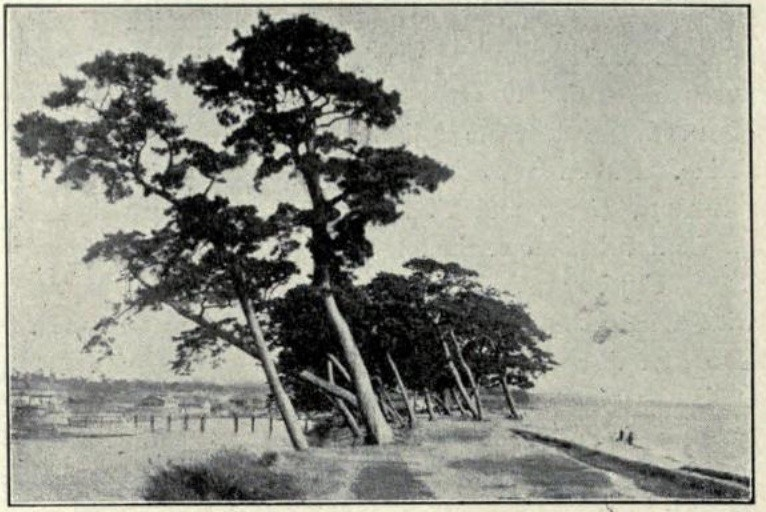
明治時代の舞坂

### 和書
- 飯田汲事「愛知県及び隣接県被害津波史」　、『東海地方地震･津波災害誌(飯田汲事教授論文選集)』、飯田汲事教授論文選集発行会、1985年、.669-789頁。
- 都司嘉宣「浜名湖今切口の変遷」.『防災科学技術』 35、1979年、15-20頁
- 辻啓介「がんぎ考　弁才船の船着場についての考察」『大島商船高等専門学校紀要』36、大島商船高等専門学校、2003、9-17頁。
- 松浦律子「第2章　宝永地震による被害とその後、第2節　各地の被害と救援や復興策」、『災害教訓の継承に関する専門調査会報告書　 1707 宝永地震 』、内閣府（防災担当）、2014年、23-27頁。
- 矢田俊文(2005)「[講演記録] 1498 年明応東海地震の津波被害と中世安濃津の被災」、『歴史地震』第20号、歴史地震研究会、2005年、 9-12 頁。
- 渡辺和敏「近世関所の諸形態」、『法政史学』第23巻、法政大学史学会、1971年、 17-26頁。

### ウェブサイト
- “浜松市公式ウェブサイト”. 重要文化財中村家住宅.   浜松市役所. 2016年11月16日閲覧。
- “浜松市公式ウェブサイト”. 舞坂宿脇本陣.   浜松市役所. 2016年11月16日閲覧。